# كوركي ويثرو
كوركي ويثرو (بالإنجليزية: Corky Withrow) هو لاعب كرة قاعدة أمريكي، ولد في 28 نوفمبر 1937 في مقاطعة بوون في الولايات المتحدة.

## وصلات خارجية
- كوركي ويثرو على موقع دوري كرة القاعدة الرئيسي (الإنجليزية)
- كوركي ويثرو على موقعبيزبول رفرنس.كوم (الدوري الرئيسي) (الإنجليزية)
- كوركي ويثرو على موقعبيزبول رفرنس.كوم (الدوري الثانوي) (الإنجليزية)